# Tống Mỹ Linh

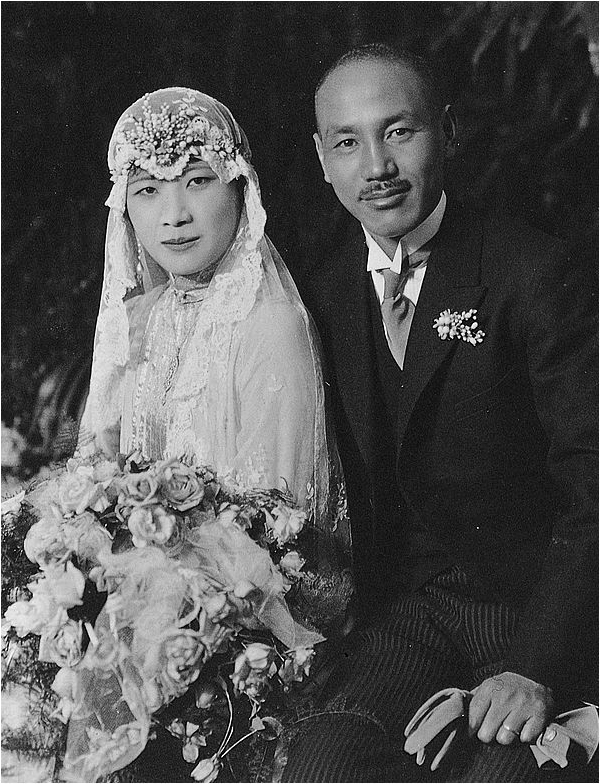
Tống Mỹ Linh và Tưởng Giới Thạch trong ngày cưới 1927

Tống Mỹ Linh, cũng được gọi là Bà Tưởng Giới Thạch (giản thể: 宋美龄; phồn thể: 宋美齡; bính âm: Sòng Měilíng, sinh ngày 4 tháng 3 năm 1898 tại Thượng Hải, Trung Quốc, qua đời ngày 23 tháng 10 năm 2003 tại New York, Mỹ); là một trong 3 chị em họ Tống và được mô tả là người yêu quyền lực. Bà là phu nhân của Tưởng Giới Thạch (tổng thống Trung Hoa Dân quốc), người lãnh đạo Quốc dân Đảng Trung Quốc nắm giữ chính quyền ở Trung Quốc từ năm 1925 - 1949 và sau này ở Đài Loan; bà đã đóng một vai trò quan trọng trong chính trị của Trung Hoa Dân quốc.
Tống Mỹ Linh là người bảo trợ Ủy ban Chữ Thập đỏ quốc tế, Chủ tịch danh dự của Quỹ Viện trợ thống nhất Vương quốc Anh, Thành viên danh dự Hội Kỷ niệm Bản Tuyên ngôn nhân quyền. Vào cuối thập niên 60 của thế kỷ XX, bà là một trong mười phụ nữ được ngưỡng mộ nhất nước Mỹ, và là người phụ nữ thứ hai được đọc diễn văn trước Quốc hội Mỹ.

## Thời thơ ấu
Tống Mỹ Linh là con thứ tư trong gia đình sáu con. Tống Mỹ Linh được sinh ra tại thành phố Thượng Hải trong gia đình của Tống Gia Thụ, một mục sư Hội Giám lý người Khách Gia và là một người kinh doanh làm giàu nhờ công việc in ấn ở Trung Quốc. Tống Mỹ Linh đã theo học trường Motyeire, một trường tư Mỹ ở Thượng Hải vào lúc lên 8. Gia đình Mỹ Linh có các con sau: chị cả Tống Ái Linh, chị hai Tống Khánh Linh, anh trai Tống Tử Văn, Tống Mỹ Linh, sau đó là các em trai Tống Tử Lương và em trai út Tống Tử An.
Tống Mỹ Linh bắt đầu đi học tại trường các chị đã học, Wesleyan College ở Macon, Georgia, nhưng lại chuyển qua Wellesley College và tốt nghiệp hạng cao năm 1917 với chuyên ngành chính là văn học Anh và chuyên ngành phụ là triết học. Do được giáo dục ở Hoa Kỳ, bà nói tiếng Anh với giọng của người tiểu bang Georgia và điều này đã giúp bà liên hệ với thính giả Mỹ. Bà tốt nghiệp ngày 19 tháng 6 năm 1917, và là một trong 33 người được học bổng Durant Scholars.

## Tưởng Phu Nhân
Tống Mỹ Linh đã gặp Tưởng Giới Thạch năm 1920. Do bà kém Tưởng Giới Thạch 10 tuổi, Tưởng đã kết hôn và là một người theo Phật giáo, mẹ của Tống Mỹ Linh kịch liệt phản đối cuộc hôn nhân này nhưng cuối cùng đồng ý sau khi Tưởng đã chứng minh mình đã ly hôn và hứa sẽ chuyển từ đạo Phật qua Kitô giáo. Tưởng nói với mẹ vợ tương lai rằng mình không thể một sớm một chiều thay đổi tôn giáo được vì tôn giáo cần phải giác ngộ từ từ, không phải nhanh như uống một viên thuốc. Trong khi nhiều nhà viết tiểu sử xem cuộc hôn nhân này là một trong những cuộc hôn nhân vì tình yêu vĩ đại nhất mọi thời đại, những nhà viết tiểu sử khác lại coi đây là một cuộc hôn nhân vụ lợi. Sau khi kết hôn Tống Mỹ Linh đã mang thai nhưng sau đó đã bị sảy thai. Do trình độ chuyên môn thấp của bác sĩ điều trị đã để lại di chứng nên Tống Mỹ Linh đã mất khả năng thụ thai sau đó.
Tống Mỹ Linh đã khởi xướng Phong trào nếp sống mới và đã trở nên tích cực trong hoạt động chính trị Trung Hoa. Bà là một nghị sĩ của Lập pháp Viện từ năm 1930 đến năm 1932 kiêm Tổng Thư ký của Ủy bản Vụ hàng không Trung Quốc từ năm 1936 đến năm 1938. Năm 1945, bà đã trở thành ủy viên Ban Chấp hành Trung ương Quốc Dân Đảng. Khi chồng bà lên chức Tổng tư lệnh kiêm lãnh đạo của Quốc Dân Đảng, bà Tưởng đã làm phiên dịch tiếng Anh kiêm thư ký và cố vấn cho Tưởng Giới Thạch. Trong thời kỳ Chiến tranh thế giới thứ hai, bà đã cố gắng xúc tiến sự nghiệp của Trung Hoa và xây dựng một di sản cho chồng mình ngang hàng với Roosevelt, Churchill và Stalin. Do am hiểu sâu về văn hóa Trung Hoa và phương Tây, bà đã trở nên nổi tiếng ở Trung Quốc và ở nước ngoài. Sự nổi bật của Tống Mỹ Linh đã khiến Joseph Stilwell nói châm biếm rằng đáng lẽ ra phải bổ nhiệm bà làm Bộ trưởng Quốc phòng.
Ở Hoa Kỳ, bà đã thu hút một đám đông 30.000 khán thính giả và bà được lên trang bìa của tạp chí TIME, đầu tiên với chồng mình với danh hiệu là "Vợ chồng trong năm" và lần thứ hai là với danh hiệu Dragon Lady (Bà Rồng). Cả hai vợ chồng thân với các người chủ biên chính của Time và người đồng sáng lập Henry Luce, những người này thường cố tập hợp tiền và ủng hộ từ công chúng Mỹ cho Trung Quốc Quốc dân Đảng. Ngày 18 tháng 2 năm 1943, bà đã trở thành người quốc tịch Trung Quốc đầu tiên và là người phụ nữ thứ hai đọc diễn văn trước Quốc hội Hoa Kỳ.
Sau thất bại của chính phủ chồng bà trong cuộc Nội chiến Trung Quốc vào năm 1949, bà đã theo chồng đến Đài Loan, còn chị gái của bà là Tống Khánh Linh ở lại Đại Lục, đứng về phía những người cộng sản. Khi Tổng tư lệnh Tưởng trở nên suy yếu vì tuổi già, bà đã nắm lấy quyền lực bằng cách tiếp nhận vai trò "phiên dịch". Bà tiếp tục đóng một vai trò quốc tế nổi bật. Bà là một người bảo trợ của Ủy ban Chữ thập Đỏ Quốc tế, chủ tịch danh dự của Quỹ Viện trợ Thống nhất Anh quốc cho Trung Hoa, thành viên danh dự thứ nhất của Hội Kỷ niệm Bản tuyên ngôn Nhân quyền. Suốt cuối thập niên 1960 bà đã là một trong 10 người phụ nữ được ngưỡng mộ nhất Mỹ.
Trong ba chị em nhà họ Tống, Tống Mỹ Linh nổi tiếng thích và theo đuổi quyền lực. Người Trung Hoa có câu nói nổi tiếng về ba chị em gái nhà bà: đại tỷ ái tài, nhị tỷ ái quốc, tam muội ái quyền (chữ Hán: 大姐愛財，二姐愛國，三姐愛權) nghĩa là chị cả yêu tiền, chị hai yêu nước, em ba yêu quyền lực.
Sau cái chết của chồng vào năm 1975, Tống Mỹ Linh đã sống một cuộc sống kín tiếng. Bà được chẩn đoán mắc bệnh ung thư vú lần đầu tiên vào năm 1975 và sẽ trải qua hai lần phẫu thuật cắt bỏ vú ở Đài Loan. Năm 1975, bà chuyển từ Đài Loan đến khu đất rộng 36 mẫu Anh (14,6 ha) của gia đình mình ở New York, nơi mà bà treo bức chân dung của người chồng quá cố của mình trong bộ lễ phục quân đội đầy đủ trong phòng khách. Bà vẫn giữ một căn nhà tại Wolfeboro, New Hampshire, nơi bà nghỉ dưỡng vào mùa hè. Bà trở về Đài Loan một thời gian ngắn để củng cố sự ủng hộ giữa các đồng minh cũ của mình trong chính trường Đài Loan, nhưng thất bại. Năm 1995, bà tham dự lễ kỷ niệm 50 năm kết thúc Thế chiến II tại Điện Capitol Hoa Kỳ. Cung năm đó, cô đến thăm Đài Loan lần cuối cùng trước khi trở về Hoa Kỳ. Bà đã bán bất động sản ở Long Island của mình vào năm 2000 và dành phần còn lại của cuộc đời mình trong một căn hộ ở Manhattan thuộc sở hữu của cháu gái bà.
Tống Mỹ Linh qua đời trong giấc ngủ tại căn hộ ở Manhattan vào ngày 23 tháng 10 năm 2003, ở tuổi 105. Hài cốt của bà được chôn cất tại Nghĩa trang Ferncliff ở Hartsdale, New York, trong khi chờ chôn cất cuối cùng với người chồng quá cố của bà, người đã được chôn cất tại một lăng mộ ở Đào Viên, Đài Loan. Ý định đã nêu là để cả hai được chôn cất ở Trung Quốc đại lục một khi những khác biệt chính trị được giải quyết.